# Live in Hyde Park
„Live in Hyde Park“ е единственият албум на живо на американската фънк рок група Ред Хот Чили Пепърс, издаден на 26 юли 2004. Албумът обхваща трите концерта, които групата изнася в Хайд Парк, Лондон, Англия, където свирят на 19-и, 20-и и 25 юни 2004.
Трите концерта са посетени от общо 258 000 души и с общи приходи от $17 100 000, е най-продаваното събитие за 2004 година. Песните изпълнени на концерта обхващат само 3 албума от 8 дотогава издадени на групата – Blood Sugar Sex Magik, Californication и By the Way, като това се дължи в известна степен на мнението на китариста на групата Джон Фрушанте, който не е доволен от свиренето си в Mother's Milk, както и различния стил на Дейв Наваро в албума One Hot Minute.

### Диск 1
1. Intro – 3:55
2. "Can't Stop" – 5:13
3. "Around the World" – 4:12
4. "Scar Tissue" – 4:08
5. "By the Way" – 5:20
6. Fortune Faded – 3:28
7. I Feel Love (кавър на Дона Съмър) – 1:28
8. Otherside – 4:34
9. Easily – 5:00
10. Universally Speaking – 4:16
11. Get on Top – 4:06
12. Brandy (You're a Fine Girl) (кавър на Looking Glass) – 3:34
13. Don't Forget Me – 5:22
14. Rolling Sly Stone – 5:06

### Диск 2
1. Throw Away Your Television – 7:30
2. Leverage of Space – 3:29
3. Purple Stain – 4:16
4. The Zephyr Song – 7:04
5. "Californication" – 5:26
6. Right on Time (съдържа интро на Transmission на Joy Division) – 3:54
7. Parallel Universe – 5:37
8. Drum Homage Medley – 1:29
  - "Rock and Roll"
  - "Good Times Bad Times"
  - "Sunday Bloody Sunday"
  - We Will Rock You
9. "Under the Bridge" – 4:54
10. Black Cross (кавър на 45 Grave) – 3:30
11. Flea's Trumpet Treated by John – 3:28
12. Give It Away – 13:17